# Sosípatra
Sosípatra de Éfeso fue una filósofa neoplatónica y mística que vivió en la primera mitad del siglo IV. La historia de su vida se cuenta en las Vidas de los sofistas de Eunapio.

## Vida y formación
Nació en Éfeso. Cuando tenía cinco años, dos hombres comenzaron a trabajar en la finca de su padre. Obtuvieron una cosecha magnífica, muy por encima de sus expectativas, y convencieron al padre de Sosípatra para que dejara la finca y a la niña a su cargo. Le pidieron que no se acercara por la finca durante cinco años, durante los cuales iniciaron a Sosípatra en la vieja sabiduría caldea. Cuando su padre volvió, encontró que la niña, de una belleza radiante, había desarrollado poderes psíquicos extraordinarios, entre ellos la clarividencia. Según Eunapio, los dos hombres eran en realidad criaturas sobrenaturales.

## Vida personal
Sosípatra se casó con Eustacio de Capadocia, consciente según su biógrafo de que él moriría antes que ella. Eunapio dice que «su sabiduría superior hizo que su propio esposo pareciera inferior e insignificante». Eustacio y Sosípatra tuvieron tres hijos, uno de los cuales, Antonino, llegó a ser él mismo un importante filósofo.

## Carrera
Tras la muerte de su marido, se retiró a Pérgamo, donde su sabiduría la hizo tan popular como el neoplatónico Edesio, que también enseñaba filosofía allí. Eunapio nos dice que tras escuchar las lecciones de Edesio, acudían a oír las de Sosípatra.

## Magia
Uno de sus parientes, Filométor, estaba enamorado de ella y le echó un conjuro para ganar su amor. Ella confesó sus sentimientos contradictorios a Máximo de Éfeso, pupilo de Edesio y más tarde maestro de Juliano el Apóstata. Máximo detectó la presencia del hechizo y fue capaz de contrarrestarlo con otro, arruinando así el plan de Filométor. Al ver que este estaba avergonzado, Sosípatra lo perdonó, y según se nos dice, más tarde, mientras daba una conferencia sobre la vida postrera del alma, supo por una visión que Filométor iba a tener un accidente y envió a sus sirvientes para que lo ayudaran.